# Krajsk (gmina)
Krajsk (lub Krojsk, następnie Olkowicze) – dawna gmina wiejska funkcjonująca pod zwierzchnictwem polskim w latach 1919–1920 roku na obszarze tzw. administracyjnego okręgu wileńskiego. Siedzibą władz gminy był Krajsk (lub Krojsk).
Początkowo gmina w powiecie wilejskim guberni wileńskiej. Tuż po I wojnie światowej gmina należała do administrowanego przez Zarząd Cywilny Ziem Wschodnich powiatu wilejskiego w tzw. okręgu wileńskim. Po wytyczeniu granicy część wschodnia gminy weszła do Rosji, natomiast z części zachodniej utworzono gminę Olkowicze z siedzibą w Olkowiczach, która wraz z pozostałą częścią powiatu wilejskiego weszła w skład nowego woj. nowogródzkiego.